# Bajt (architektura)
Bajt – jednostka mieszkalna złożona z kilku pomieszczeń zgrupowanych wokół dziedzińca, częsty składnik zespołów pałacowych. Charakterystyczny dla architektury islamu.